# Українка (Ізюмський район)
Украї́нка — село в Україні, у Савинській селищній територіальній громаді Ізюмського району Харківської області. Населення становить 172 осіб.
До 2020 року орган місцевого самоврядування — Веселівська сільська рада.

## Географія
Село Українка поділено на дві частини яром, в якому зроблена загата. Села Пазіївка, Слабунівка та Українка утворюють ланцюг населених пунктів, які примикають один до одного, і знаходиться уздовж автошляху міжнародного значення М03E40.

## Історія
Село засноване 1924 року і перебувало в складі Балаклійського району Харківської області.
12 червня 2020 року, відповідно до розпорядження Кабінету Міністрів України № 725-р «Про визначення адміністративних центрів та затвердження територій територіальних громад Харківської області», село увійшло до складу Савинської селищної громади Балаклійського району.
19 липня 2020 року, в результаті адміністративно-територіальної реформи та ліквідації Балаклійського району, село увійшло до складу новоутвореного Ізюмського району.

## Населення

### Мова
Розподіл населення за рідною мовою за даними перепису 2001 року:
| Мова       | Кількість | Відсоток |
| ---------- | --------- | -------- |
| українська | 168       | 97.67%   |
| російська  | 3         | 1.75%    |
| румунська  | 1         | 0.58%    |
| Усього     | 172       | 100%     |